# كريس ألين (لاعب كرة قدم)
كريس ألين (بالإنجليزية: Chris Allen)‏ (3 يناير 1989 في المملكة المتحدة - ) هو لاعب كرة قدم بريطاني في مركز الوسط. لعب مع سويندون تاون وفوريست غرين وStaines Town F.C. ‏ ونادي باث سيتي وتشبنهام تاون وفروم تاون ‏ ونادي ويموث وSwindon Supermarine F.C. ‏.

## وصلات خارجية
- كريس ألين (لاعب كرة قدم) على موقع قاعدة بيانات كرة القدم.إي يو (الإنجليزية)
- كريس ألين (لاعب كرة قدم) على موقع Soccerbase.com (لاعب) (الإنجليزية)